# Petit-Willebroeck

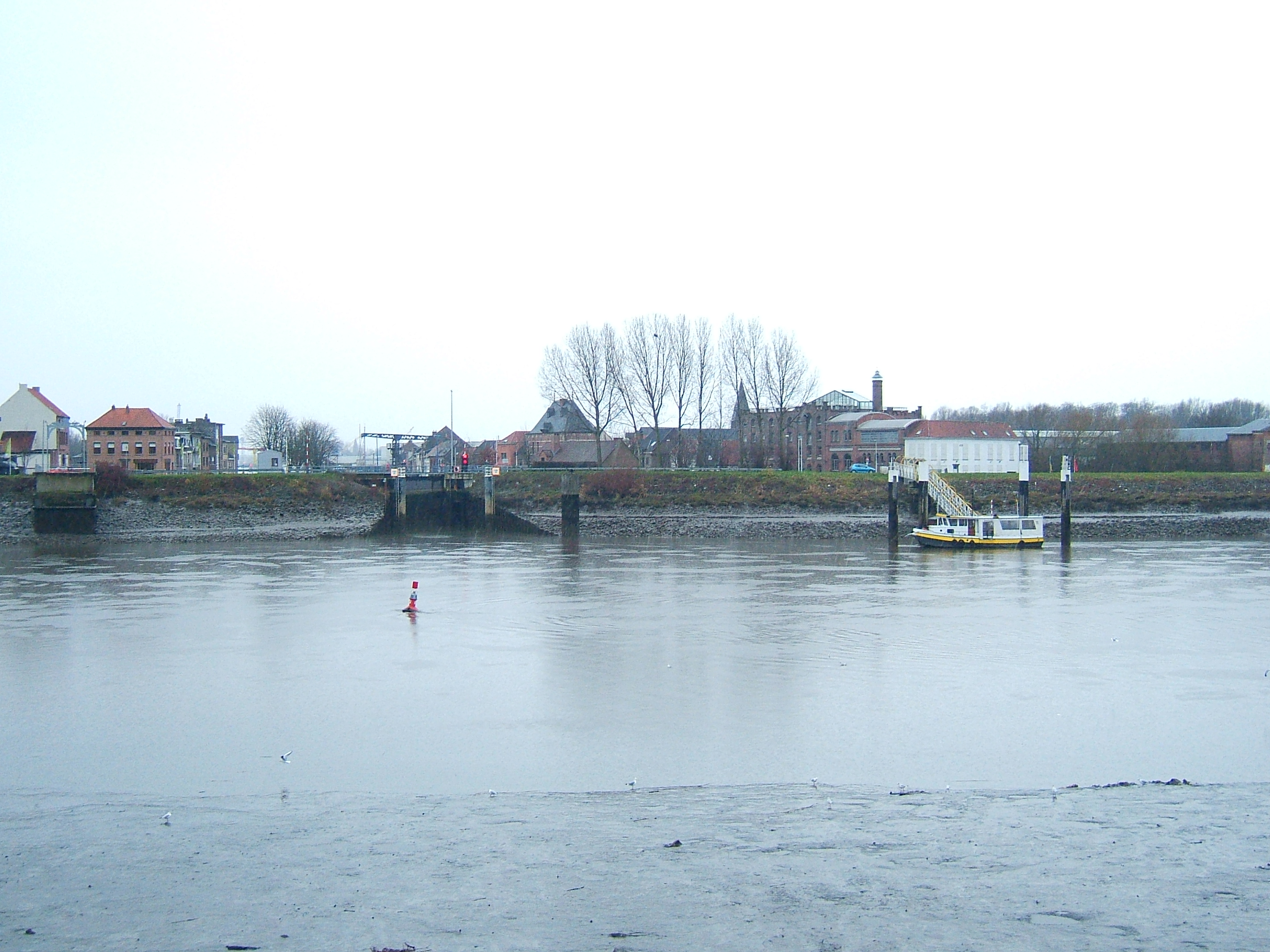
Vue sur Petit-Willebroeck.

Petit-Willebroeck, parfois écrit Petit-Willebrouck ou Petit-Willebroek, (en néerlandais : Klein-Willebroek) est un hameau de Willebroeck, au nord du centre et séparé par le canal maritime Bruxelles-Escaut. Coincé entre le Rupel et l'industrie le long du canal, le village se transforme vers l'est en une zone de nature et de loisirs située autour du domaine BLOSO, le Hazewinkel. 

## Histoire et curiosités
Le hameau s'est établi autour de l'écluse d'origine à l'embouchure dans la Rupel du canal de Willebroeck, qui a été creusée en 1550-1559. Petit-Willebroeck s'est agrandi de part et d'autre de celui-ci dès que les marais salants qui l'entourent sont devenus habitables grâce à la construction de ce canal. 
L'écluse d'origine de 1573 a été remplacée en 1608 par l'actuelle plutôt monumentale de la Sasplein (n ° 18).  
En 1987, après la fermeture de l'ancienne écluse en 1980 et une restauration en profondeur, ce bâtiment, également appelé Maison espagnole, abrite le musée local nommé Sashuis. On peut y voir, entre autres, un modèle de cette ancienne écluse du côté ouest de la maison espagnole, tandis que l'ancienne écluse actuelle est de l'autre côté.  
On y trouve  un portail en fer du XIXe siècle du pont Veuve Van Enschodt sur la Rupel , aujourd'hui disparu. C'est là que, le 4 septembre 1944, les Alliés ont été conduits sur les indications du résistant belge Robert Vekemans, pour libérer Anvers, ce que rappelle le char Sherman qui forme un monument juste à côté ,. Juste à côté de l'écluse se dresse le Monument National aux familles de marins, réalisé par Gilbert De Nil en 1979. Les environs de la Sashuis avec le pont à bascule devant l'écluse sont un paysage urbain protégé depuis 1981, avec une statue De Boottrekker (Rik Honsia, 1987) devant la Sashuis. 
Il y a aussi la brasserie Het Kanton du XVIIIe siècle, acquise par la famille Lamot originaire de Boom en 1835. Une brasserie a été érigée en 1837 avant que la famille commence ses affaires à Malines où le siège de la Brasserie Lamot (nl) a fini par s'installer . Le bâtiment actuel de la brasserie en briques de Petit-Willebroeck date de 1911. Sa touraille de malt, avec les outils associés, ont été classés monument historique en 1995. 
Une chapelle a été construite, derrière la Sashuis en 1842, dédiée à Notre-Dame protectrice des marins. Cependant, elle a servi de forge, d'entrepôt et de nos jours de lieu de rencontre, après la construction en 1899-1901 de l'église néo-gothique Notre-Dame de l'Immaculée Conception, une construction en brique de l'architecte Eduard Careels d'après les plans de Leonard Blomme. Après la fermeture de cette église paroissiale en 2008, la structure a été louée pour former le musée de l' Harmonium avec des harmoniums de la seconde moitié du XIXe et du début du XXe siècle et de divers pays. 
En 1922, le canal a été modernisé au sud de Petit-Willebroeck reliant l'ouest de ce hameau d'abord en aval au Rupel au sud-est de Wintam, mais continue maintenant le long du Oud Sas pour se jeter immédiatement dans l'Escaut. En général,  le canal avec ses extensions du début du 20e siècle et de la fin du 20e siècle, s'appelle toujours canal de Willebroeck. L'ancienne voie séculaire, qui s'appelle maintenant la marina de Petit-Willebroeck, continue de servir pour la circulation des embarcations de plaisance.

## Nature et paysage
Deux des quatre zones boisées de Willebroeck sont situées à Petit-Willebroeck: Bospark et Het Boske. Pendant longtemps, cette dernière n'était qu'une forêt d'acacias, mais elle est devenue une forêt mixte de feuillus, qui comprend également du frêne, de l'aulne, de l'érable et du chêne, de sorte que la population d'oiseaux est devenue plus variée.  
Il est ironique de constater que l'ancien site d'enfouissement de la papeterie De Naeyer à Willebroeck qui sont d'anciennes tourbières dans lesquelles coulent des débris de peinture, est le seul domaine en Flandre dans lequel la loutre qui en avait disparu entre 1980 et 2010 a depuis été retrouvée. Depuis la Sashuis part la promenade Otters en bevers op het spoor, c'est à des dire Loutres et Caster sur la voie, à travers les marécages De Naeyer de Petit Willebroeck . Ceux-ci forment maintenant une réserve naturelle provinciale et ce jusque dans la section de Heindonk,. 
La Rupel coule au nord de Petit-Willebroeck et les industries se trouvent du côté sud et ouest.

## Villages à proximité
Au nord, Boom est accessible via un ferry pour les cyclistes et les piétons. À l'est se trouvent Heindonk, au sud-est Blaasveld, au sud  Willebroeck, à l'ouest Sauvegarde et au nord-ouest de Ruysbroeck. Cependant, sans autorisation spéciale, la N177 est la seule route d'accès public pour les voitures particulières, depuis le centre de Boom, mais pour toutes les autres communautés voisines uniquement depuis l'autoroute A12 près du centre de Willebroeck. En conséquence, le fameux Fort de Breendonck situé à l'ouest est maintenant une base très directe. 

## Sources
- (nl)« Bezoek Klein-Willebroek » [PDF], Gidsenvereniging 'Scheldelanders' (consulté le 8 septembre 2014)
- (nl)Vandeputte, Omer, « Klein-Willebroek » [Google Book], Gids voor Vlaanderen: toeristische en culturele gids voor alle steden en dorpen in Vlaanderen, Lannoo (consulté le 8 septembre 2014), p. 1248–1249
- (nl)De Keersmaecker, Erik; De Keersmaecker, Bart; Van de Voorde, Hilde, « Wandelen in Broek de Naeyer-Biezenweiden » [PDF], Natuurpunt (consulté le 11 septembre 2014). (Incl. wandelkaart die ook Klein-Willebroek duidelijk situeert)
- (nl)Codde, Ides, « Broekventjestocht andermaal uitgeregend », Wandelgazette, 5 décembre 2011 (consulté le 11 septembre 2014)